# Aphanandrium
Aphanandrium biljni rod iz porodice Acanthaceae. Postoji 5 vrsta rasprostranjenih od Paname do Venezuele i Perua.
Rod je opisan u Nat. Pflanzenfam. 4(3b): 323, 1895. Tipična vrsta je Aphanandrium lehmannianum Lindau, polugrm iz Kolumbije i Perua.

## Opis
Rod zeljastog bilja, grmova i polugrmova iz tropske Amerike.

## Vrste
1. Aphanandrium grandiflorum (Leonard) Wassh.
2. Aphanandrium harlingii (Wassh.) Wassh.; ekvadorski endem
3. Aphanandrium lehmannianum Lindau
4. Aphanandrium narupayacuense Cornejo, Wassh. & Exe; ekvadorski endem otkriven 2023.
5. Aphanandrium nitidum (Leonard) Wassh.; venezuelski endem